# Виру
Виру (ест. Võru) је град у Естонији. Он се налази на крајњем југоистоку земље, близу државне тромеђе са Русијом и Летонијом. Виру је и највећи град и управно средиште округа Виру.
Виру се простире се на 13,24 km² и према попису из 2004. године у њему је живело 14.554 становника.